# Boulay-les-Barres
Boulay-les-Barres település Franciaországban, Loiret megyében. Lakosainak száma 1061 fő (2022. január 1.). Boulay-les-Barres Bricy, Bucy-Saint-Liphard, Gémigny, Gidy, Ormes és Saint-Péravy-la-Colombe községekkel határos.

## Népesség
A település népességének változása:
| Lakosok száma | 483  | 444  | 466  | 1125 | 1013 | 946  | 982  | 1053 | 1057 | 1061 |
|               | 1968 | 1982 | 1990 | 2006 | 2013 | 2015 | 2017 | 2019 | 2020 | 2022 |